# Tomasz Strzępiński

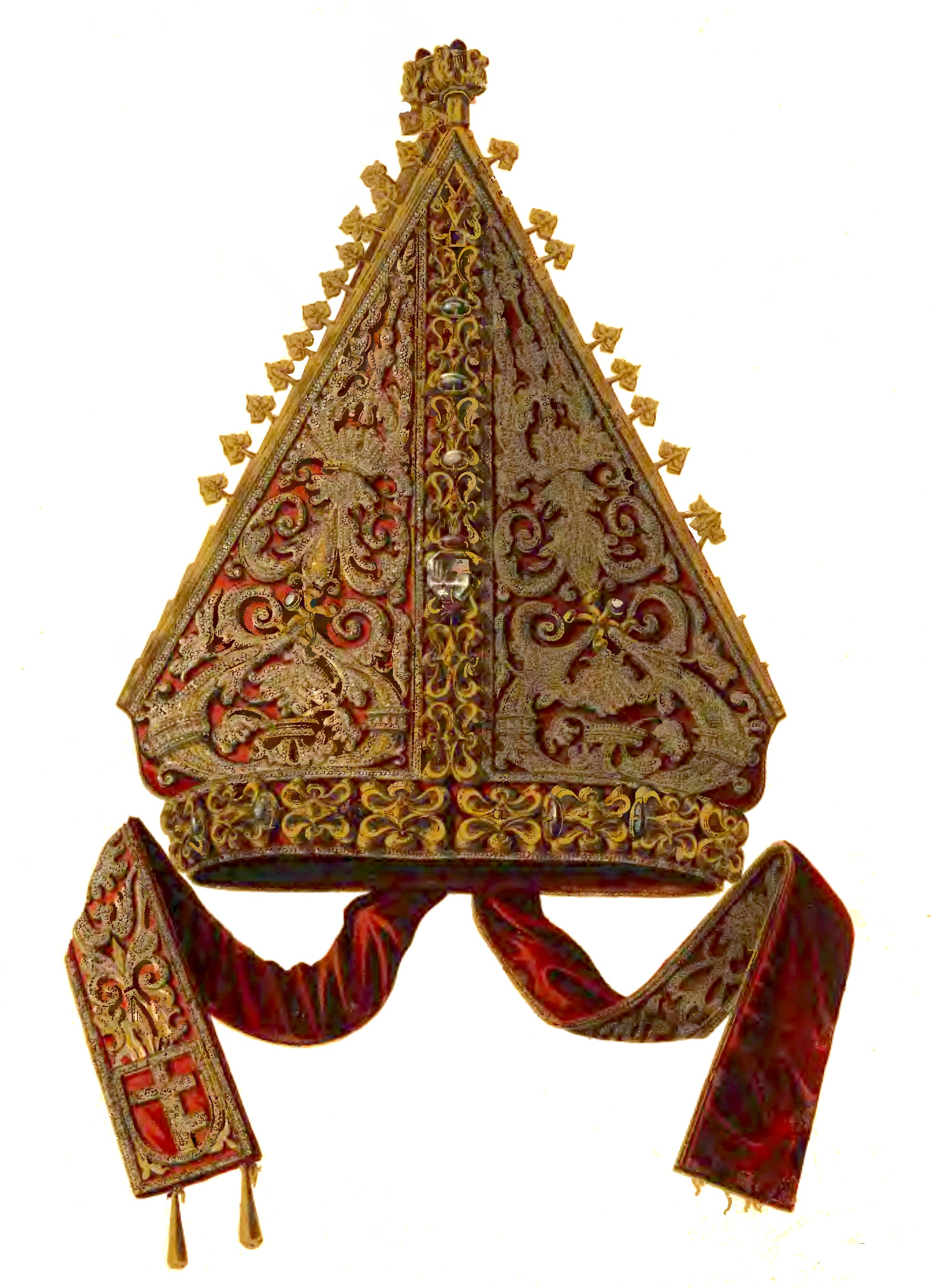
Mitra von Bischof Strzepiński aus dem Kathedralschatz des Wawels

Tomasz Strzępiński (* 10. August 1398 in Strzępiń; † 22. September 1460 in Iłża) war Professor und Rektor der Krakauer Akademie sowie ab 1454 Unterkronkanzler und ab 1455 Bischof von Krakau. Seine Familie war Teil der Wappengemeinschaft Prus.

## Leben
Tomasz studierte ab 1419 an der Krakauer Akademie die Freien Künste und danach Rechtswissenschaft und Theologie. Er wurde 1431 im Kanonischen Recht und 1443 in der Theologie promoviert. Ab 1431 war er Professor an der juristischen Fakultät und ab 1443 an der theologischen Fakultät. Ab 1432 wurde er mehrfach zum Rektor der Universität gewählt. 1434 wurde er Kanoniker in Krakau und 1434 in Gnesen. 1433 schickte ihn Bischof Wojciech Jastrzębiec als Delegat zum Konzil von Basel. Dort veröffentlichte er die Abhandlung Depotestate ecclesiae et concilii oecumenici in dem er sich der Konzilsbewegung anschloss. Später wechselte er jedoch die Seiten und vertrag das Primat des Papstes gegenüber dem Konzil. Ab 1437 war er ein enger Mitarbeiter des polnischen Primas Wincenty Kot. 1453 wurde er selbst zum Erzbischof von Gnesen gewählt, trat das Amt jedoch nicht an, da der König Kasimir IV. Andreas Jan Sprowski für das Amt vorgesehen hatte. Den Verzicht kreidete Kasimir Tomasz hoch an und machte ihn 1454 zum Unterkronkanzler, nachdem der bisherige Amtsinhaber in der Schlacht bei Konitz gefallen war. Tomasz war in dieser Funktion an der Ausarbeitung des Statuts von Nieszawa beteiligt. Nach dem Tod des Kardinals Zbigniew Oleśnicki 1455 wurde Tomasz mit Unterstützung des Königs zum Bischof von Krakau gewählt. In dieser Funktion taufte er 1458 Kasimir den Sohn des Königs und der Königin Elisabeth von Habsburg sowie späteren Heiligen. Tomasz unterstützte den König finanziell im Dreizehnjährigen Krieg gegen den Deutschen Orden. 1459 führte er als Abgesandter des Königs Friedensverhandlungen mit dem Ordensstaat. Im Krakauer Vorort Stradom stiftete er ein Krankenhaus für Kleriker. Seine Privatbibliothek mit über einhundert Handschriften vermachte er der juristischen Fakultät der Krakauer Akademie, deren Professoren bedachte er mit Pfründen aus den Salzbergwerken in Wieliczka und Bochnia. Er starb auf der Burg der Krakauer Bischöfe in Iłża. Er wurde in der Wawel-Kathedrale beigesetzt.